# Limaytilla
Limaytilla (лат.) — род ос-немок (бархатных муравьёв) из подсемейства Sphaeropthalminae (триба Sphaeropthalmini).

## Распространение
Южная Америка: Аргентина, Перу, Чили.

## Описание
Среднего размера осы-немки (длина 1—2 см). Основная окраска красновато-коричневая. От близких родов фауны Америки отличается следующими признаками: апикальный край гипопигия с отчётливым срединным вырезом; верхний край мандибул с двумя килями. Первоначально также в качестве отличия рассматривались такие признаки как наличие пластинчатых выступов на туберкулах усиков и особенности строения гениталий самцов (куспис со щетинками). Но они позднее не были обнаружены у части новых видов. Ночные и сумеречные виды. Встречаются в засушливых регионах.

## Классификация
Известно более 15 видов, большая часть которых описана только по самцам. Род Limaytilla Casal, 1964 был впервые выделен в 1964 году на основании трёх видов, включая Limaytilla huarpe Casal, 1964. Последняя ревизия рода проведена в 2017 году панамскими энтомологами Роберто Камброй (Roberto Cambra) и Диомедесом Куинтеро (исп. D. A. Quintero, оба из Университета Панамы, Панама) и дополнена в 2019 году аргентинскими энтомологами Хавьером Торренсом (исп. Javier Torréns) и Патрисио Фидальго (Patricio Fidalgo, оба из Investigaciones Científicas y Transferencia Tecnológica de La Rioja (CRILAR-CONICET), Ла-Риоха, Аргентина). Род включён в состав трибы Sphaeropthalmini из подсемейства Sphaeropthalminae, где близки к родам Scaptodactyla и Sphaerophthalma.
- L. aptera Cambra et al., 2016
- L. cachapoal Cambra et al., 2016
- L. chilensis Cambra et al., 2016
- L. copiapo Cambra et al., 2016
- L. diaguita Torréns & Fidalgo, 2019
- L. fritzi Cambra et al., 2016
- L. garcetei Cambra et al., 2016
- L. huarpe Casal, 1964
- L. korytkowski Cambra et al., 2016
- L. larioja Cambra et al., 2016
- L.martinezi Cambra et al., 2016
- L. medianeroi Cambra et al., 2016
- L. minima Cambra et al., 2016
- L. orlandoi Cambra et al., 2016
- L. pampa Casal, 1964
- L. pehuenche Casal, 1964
- L. windsori Cambra et al., 2016